# Muhammed Emin Dizdar
Muhammed Emin-efendija (event. jen Muhamed) Dizdar (8. ledna 1880 Mostar, Bosna a Hercegovina – 8. prosince 1939 Pale, Království Jugoslávie) byl bosenskohercegovský islámský duchovní a pedagog bosňáckého původu.

## Životopis
Narodil se do rodiny s tradicí islámské vzdělanosti. Jeho otec Ahmed-efendija Dizdar byl členem Ulema-medžlisu Islámského společenství, pedagog v mostarské medrese a honorární učitel v Šarí'atské soudní škole (1895). Matka Mejra pocházela z rodu Hasanefendićů.
Muhammed v Sarajevu navštěvoval mekteb a ruždii, islámské základní školy, Gazi Husrev-begovu medresu a nakonec roku 1902 absolvoval Šarí'atskou soudní školu. Poté byl působil coby justiční čekatel v Sarajevu a Mostaru, nicméně již roku 1907 se vydal na dráhu pedagoga, když začal vyučovat arabštinu na mostarském gymnáziu. Roku 1910 se vydal do Vídně, kde složil profesorskou zkoušku z arabského jazyka pro středoškolské učitele před profesorem Davidem Heinrichem Müllerem a Vatroslavem Jagićem.
Poté se vrátil do Mostaru, kde pokračoval v dráze učitele. Nato byl 1. července 1914 jmenován ředitelem Šarí'atské soudní školy v Sarajevu. Na této pozici zůstal do 22. listopadu 1923, kdy byl kvůli svým politickým postojům odvolán a umístěn do Zemského muzea v Sarajevu. Po změně vlády v Bělehradě, kdy se k moci dostala Demokratická strana na čele s Ljubomirem Davidovićem (jejímž koaličním partnerem byla mj. Jugoslávská muslimská organizace), bylo jeho odvolání zvráceno, načež se 10. října 1924 vrátil do ředitelského křesla. Na tomto místě ovšem zůstal pouhých 35 dní do 15. listopadu 1924, než byl definitivně penzionován. Jeho místo roku 1923 i 1924 zaujal prosrbsky orientovaný Ibrahim-efendija Sarić, podporovatel Národní radikální strany. V letech 1918–1920 honorárně vyučoval v právě otevřeném Šarí'atském gymnáziu v Sarajevu, kde rovněž mezi lety 1918 a 1922 vykonával post ředitele.
Po svém penzionování ve 42 letech se 1. listopadu 1924 stal pedagogem (drugi mudarris) a současně ředitelem (upravitelj) Gazi Husrev-begově medresy, kde již mezi lety 1920–1924 vykonával post prvního či hlavního muderrise (prvi muderris). V této škole působil až do března 1938. Za jeho mandátu došlo k významné reorganizaci a modernizaci výuky v medrese. Roku 1937, kdy byla v Sarajevu zřízena Vyšší islámská šarí‘atsko-teologická škola (Viša islamska šerijatsko-teološka škola), se stal jejím řádným profesorem a rok nato i rektorem. V této vysoké funkci pak o rok později zemřel na srdeční zástavu.
Muhammed Emin vedl bohatý spolkový život. Působil ve správním výboru humanitární organizace Merhamet a podpůrného spolku Naroda uzdanica. Od roku 1938 do své smrti působil jako předseda stavovského sdružení islámských duchovních El-Hidaje.
Své kratší práce uveřejňoval v časopisech Behar, Kalendar „Gajret“ (na rok 1906) a Kalendar „Narodna uzdanica“ (na rok 1933 a 1934) a ve sborníku Spomenica Gazi Husrevbegove četiristo-godišnjice (1932). Po svém otci zdědil vášeň pro islámskou kaligrafii.